# Ализаде, Алескер Исмаил оглы
Алескер Исмаил оглы Ализаде (азерб. Ələsgər İsmayıl oğlu Əlizadə; 29 ноября 1929, Ганджа, Ганджинский округ — 23 октября 2016) — азербайджанский советский партийный и государственный деятель. Первый секретарь Кировабадского (Гянджинского) горкома партии (1966—1970). Депутат Верховного Совета Азербайджанской ССР VI созыва, Верховного Совета СССР 7 созыва.

## Биография
Родился 29 ноября 1929 года в Гяндже в интеллигентной семье.  
Отец, Исмаил Рагим оглу Ализаде, являлся главным судьей Гянджи. В 1941 году ушёл на фронт. В 1944 году погиб при обороне Ленинграда. 
Мать, Мензер ханум — из рода гянджинского мецената. 
После окончания средней школы в Гяндже в 1948 году поступил на юридический факультет Азербайджанского государственного университета. Окончил данный университет. 
В 1968 году защитил кандидатскую диссертацию на тему «Основные черты современной турецкой буржуазной философии». Получил степень кандидата наук по философии. 
С 1949 по 1952 года работал слесарем-контролёром, инженером отдела газосбыта треста «Бакгаз».  
В 1952 году, еще учась на 4 курсе университета, работал заведующим отдела, был избран вторым секретарём, затем первым секретарём Джапаридзевского районного комитета Ленинского Коммунистического союза молодежи Азербайджана. 
С 1954 года работал секретарем Бакинского комитета комсомола. В 1955 году был направлен в Москву на учебу в Центральную комсомольскую школу. С 1955 по 1956 год окончил данную школу. 
В декабре 1955 года был избран секретарем Центрального комитета Ленинского Коммунистического союза молодежи Азербайджана.
В 1957 году принял участие в VI Всемирном фестивале молодёжи и студентов в качестве руководителя представителей Азербайджана. 
В январе 1960 года избран вторым секретарём Кировабадского (гянджинского) городского комитета Коммунистической партии Азербайджана. В 1962—1966 годах — председатель Кировабадского горисполкома, в 1966—1970 годах — первый секретарь горкома партии.
В 1960—1970-е годы под руководством Алескера Ализаде в Гяндже были проведены масштабные строительные и благоустроительные работы, заложены новые парки, площади и улицы, построены многие жилые и бытовые здания. Построены и сданы в эксплуатацию здание нового железнодорожного вокзала, городского комитета партии и исполнительного комитета, гостиницы «Гянджа» и «Кяпаз», многоэтажный универмаг «Гянджа».
С 1953 года член КПСС.
Являлся депутатом Верховного Совета Азербайджана 6 созыва от Кировобадско-Сабирского избирательного округа № 109 (1963—1966). Являлся членом комиссии законодательных предположений Верховного совета Азербайджанской ССР.
Являлся депутатом Верховного Совета СССР 7 созыва (1966—1970).
С 1970 года занимался научной деятельностью. Работал на кафедре философии Института иностранных языков Азербайджана. С 1994 года являлся проректором данного Института.